# 稲川誠
稲川 誠（いながわ まこと、1936年7月25日 - ）は、福岡県福岡市出身（満洲国新京生まれ）の元プロ野球選手（投手）・コーチ。

## 経歴

### プロ入りまで
父親が古河電工北京支店長で、満洲国新京で生まれ、小学3年までは中国北京で育った。少年時代は裕福であったが、9歳で終戦を迎え一変。中国軍に追い立てられて天津の収容所へ送られたが、そこで病に侵され生死をさまよった。父の背中から見た無数に横たわる病人の光景が強烈な記憶として残るが、その後は引揚船で佐世保に到着。初めて祖国の土を踏むが、引き揚げ後には母に「あなたを（中国に）置いていこうと思った」と告白されている。帰国後は父がサラリーマンであったため各地を回り、西南学院中学部時代には好投手として福岡県内で有名になった。中学卒業後は1953年に進学校・修猷館高校へ入学するが、野球よりもハワイアンバンドを組んで音楽を楽しんだり、生物部と山岳部にも所属して、九州中の山を登ったり、多くの蝶を捕まえたりと趣味を謳歌した。
高校卒業後は1956年に立教大学へ進学し、「立教三羽烏」といわれた杉浦忠・長嶋茂雄・本屋敷錦吾の2年後輩となる。野球部には一般入部であったが、ブルペンでのピッチングが評価されて打撃投手となる。4年次の1959年には日本学生野球協会結成記念野球大会で完封を含めて好投し、森滝義巳・五代友和と共に主力投手として期待される。しかし3年次の1958年に背筋を痛めており、神経痛の影響もあって東京六大学野球リーグでは1勝もできなかった。大学同期には森滝の他、種茂雅之、浜中祥和、高林恒夫、小西秀朗が揃っていた。
大学卒業後には数社からスカウトが来たが、1960年に富士製鐵室蘭へ入社。エースとして同年の都市対抗に出場するが、1回戦で日本麦酒の高橋栄一郎に抑えられ惜敗。同年の産業対抗では日本鋼管の補強選手として出場し、決勝では日本石油と対戦。八幡製鐵から補強された同郷の池田英俊をリリーフして好投、優勝を飾る。この時に16奪三振の記録を作り、プロのスカウトの目に留まる。1961年の都市対抗では1回戦で日炭高松と対戦し、この大会でも八幡製鐵から補強された池田と投げ合い完封勝利するが、2回戦では新三菱重工の鬼頭忠雄に完封を喫する。

### 現役時代
1962年に25歳にして大洋ホエールズへ入団。切れのある速球と大小2種類のカーブを武器に、1年目の同年から先発投手陣の一角を占め、規定投球回にも到達。防御率1.98（リーグ5位）で12勝を記録した。7月1日の巨人戦（川崎）では一本足打法に切り替えた王貞治の初めての対戦相手となり、第1号の本塁打を打たれた。このとき稲川は王のフォームを見て、驚くよりも「バカにしているのか?」が第一印象で、本塁打を含む3安打を奪われたが、それでもなお「こんな打ち方は長続きしないだろう」程度の認識であったという。
2年目の1963年には球団史上最多の26勝、防御率2.42（リーグ4位）、3年目の1964年も21勝を記録。同年の阪神との激しい優勝争いの立役者となり、秋山登と並ぶ大洋投手陣の両輪として活躍。特に1963年は5月23日時点では1勝7敗と大きく黒星が先行していたが、同26日の阪神戦（甲子園）では準ノーヒットノーランの完封勝利で2勝目を挙げる。そこから波に乗って、前半戦終了時には10勝10敗まで星を戻した。打線の援護も得られるようになると、8月5日の巨人戦（川崎）から5試合連続完投勝利を含む驚異の9連勝で20勝を達成。最終的に球団記録の26勝を打ち立てるも、金田正一が30勝を記録したため最多勝はならなかった。同年に大洋は巨人に9勝18敗1分と大きく負け越したが、稲川は7勝2敗と勝ち越している。1964年の大洋は9月18日時点で残り6試合で2位に3.5ゲーム差という大差をつけ2度目の優勝を決定的にし、同26日にはマジックを1として2位阪神とのダブルヘッダー（甲子園）を迎えた。第2試合は5回表に代打金光秀憲の適時打と伊藤勲の犠飛で大洋が2点を勝ち越したが、7回、8回と先発の高橋重行が1点ずつを失い同点となったところで、三原脩監督は鈴木隆を挟んでから稲川をマウンドに送った。だが稲川は二死満塁からワイルドピッチを投げてしまい、三塁から立大の先輩・本屋敷が本塁に突っ込んできた。万事休すかと思われたが、なんと稲川の暴投がバックネット下のコンクリートに当たって跳ね返ってきた。捕手の伊藤勲はそれをキャッチすると、すぐさま本塁をカバーしていた稲川に送球した。タイミングはアウトであったが、稲川はフワッっとした力のないタッチをしてしまい、判定はセーフとなり勝ち越しを許した。このまま試合に敗れた大洋はここでシーズン終了し、阪神は残り試合に連勝して、奇跡あるいは悪夢の逆転優勝を達成。稲川が「あのワイルドピッチがなければ」と悔やめば、伊藤は「あれはパスボール、オレが止めていれば」と稲川を庇った。1963年から1965年までオールスター3年連続出場を果たし、初出場の1963年7月23日の第2戦（東京）では先発として登板し、榎本喜八に満塁本塁打を浴びるも勝利投手となっている。1966年まで5年連続2桁勝利を記録するが、肩を痛める。
1968年には二軍でイースタン・リーグ記録の11連勝を達成して最多勝を獲得するが、一軍では0勝に終わり、同年のシーズン終了後に現役を引退。

### 引退後
引退後はホエールズ→ベイスターズ一筋43年間、二軍投手コーチ（1969年 - 1977年, 1980年 - 1984年）、一軍投手コーチ（1978年 - 1979年, 1987年 - 1989年）、スカウト（1985年 - 1986年, 1990年 - 2003年）、寮長（2006年 - 2012年）を務めた。コーチ・スカウト時代には自分たちの地位向上のため「日本一のコーチ」「日本一のスカウト」といつも心に思い、スカウト時代には佐々木主浩、斎藤隆、鈴木尚典、多村仁志、またドラフト会議でクジを外し獲得には至らなかったが松坂大輔を担当。1998年のドラフトでくじを当てる事が出来ずに西武に入団が決まってしまい、人前も憚らず涙を落とした。
1996年7月29日には北海道の苫小牧市営緑ヶ丘野球場で「社会人・プロ野球交歓試合」として横浜二軍と巨人二軍が北海道選抜と対戦した際、その前日の同28日に谷木恭平（大学、社会人の後輩）・村井英司と共に道の選手を指導した。この試合は苫小牧市の協力とイースタン・リーグで来道した横浜二軍と巨人二軍の好意で実現したもので、社会人とプロの試合は、道にとっては1942年以来54年ぶり、全国でも1946年以来50年ぶりであり、日本野球連盟としては設立以来初のことであった。成績は北海道選抜が、横浜二軍と巨人二軍を相手に連勝した。勇退の際、球団から長年の功労を称える意味で記念盾が贈呈された。

## エピソード
- 蝶の収集・飼育も趣味であり、専門家レベルとして知られ、キャンプの宿舎で蝶の蛹を飼育していた。日本に生息する蝶のほぼ全種を標本として収集している。その縁で横浜ファンで、昆虫マニアの顔を持つやくみつるとも交流があり、その蝶好きが漫画でネタにされた事がある[12]。
- ギター、ウクレレも趣味である[13]。

## 詳細情報

### 年度別投手成績
| 年 度     | 球 団     | 登 板 | 先 発 | 完 投 | 完 封 | 無 四 球 | 勝 利 | 敗 戦 | セ 丨 ブ | ホ 丨 ル ド | 勝 率 | 打 者 | 投 球 回 | 被 安 打 | 被 本 塁 打 | 与 四 球 | 敬 遠 | 与 死 球 | 奪 三 振 | 暴 投 | ボ 丨 ク | 失 点 | 自 責 点 | 防 御 率 | W H I P |
| --------- | --------- | ----- | ----- | ----- | ----- | -------- | ----- | ----- | -------- | ----------- | ----- | ----- | -------- | -------- | ----------- | -------- | ----- | -------- | -------- | ----- | -------- | ----- | -------- | -------- | ------- |
| 1962      | 大洋      | 55    | 26    | 4     | 2     | 1        | 12    | 7     | --       | --          | .632  | 762   | 191.0    | 126      | 13          | 77       | 0     | 5        | 150      | 4     | 0        | 49    | 42       | 1.98     | 1.06    |
| 1963      | 大洋      | 54    | 38    | 19    | 6     | 0        | 26    | 17    | --       | --          | .605  | 1373  | 338.1    | 272      | 19          | 133      | 5     | 17       | 188      | 1     | 0        | 107   | 91       | 2.42     | 1.20    |
| 1964      | 大洋      | 55    | 40    | 14    | 5     | 0        | 21    | 13    | --       | --          | .618  | 1248  | 302.2    | 261      | 28          | 112      | 7     | 7        | 162      | 4     | 0        | 107   | 98       | 2.91     | 1.23    |
| 1965      | 大洋      | 55    | 31    | 6     | 2     | 0        | 11    | 14    | --       | --          | .440  | 960   | 232.1    | 201      | 17          | 89       | 9     | 5        | 126      | 3     | 0        | 91    | 75       | 2.91     | 1.25    |
| 1966      | 大洋      | 43    | 25    | 6     | 2     | 1        | 10    | 11    | --       | --          | .476  | 764   | 184.1    | 165      | 20          | 50       | 4     | 8        | 110      | 1     | 0        | 80    | 64       | 3.13     | 1.17    |
| 1967      | 大洋      | 29    | 8     | 1     | 1     | 0        | 3     | 7     | --       | --          | .300  | 345   | 80.1     | 92       | 12          | 17       | 0     | 0        | 39       | 0     | 0        | 44    | 35       | 3.94     | 1.36    |
| 1968      | 大洋      | 13    | 1     | 0     | 0     | 0        | 0     | 1     | --       | --          | .000  | 68    | 14.2     | 19       | 3           | 6        | 0     | 1        | 10       | 0     | 0        | 10    | 10       | 6.00     | 1.70    |
| 通算：7年 | 通算：7年 | 304   | 169   | 50    | 18    | 2        | 83    | 70    | --       | --          | .542  | 5520  | 1343.2   | 1136     | 112         | 484      | 25    | 43       | 785      | 13    | 0        | 488   | 415      | 2.78     | 1.21    |

- 各年度の太字はリーグ最高

### 記録
初記録
- 初登板：1962年4月15日、対中日ドラゴンズ3回戦（川崎球場）、4回表から2番手で救援登板、1回1/3を2失点で敗戦投手
- 初先発登板・初完投・初勝利・初先発勝利・初完封勝利：1962年5月6日、対広島カープ5回戦（広島市民球場）

その他の記録
- 球団史上年間最多勝利：26勝（1963年）
- オールスターゲーム出場：3回（1963年、1964年、1965年）

### 背番号
- 15（1962年 - 1968年）
- 60（1969年 - 1984年）
- 73（1987年 - 1989年）